# Pinguicula grandiflora
Pinguicula grandiflora Lam., 1789 è una pianta carnivora appartenente alla famiglia Lentibulariaceae.

## Descrizione
Presenta delle foglie di forma ovale, lanceolate che presentano sulla superficie delle ghiandole invisibili ad occhio nudo e che secernono un liquido vischioso atto a catturare gli insetti.
In inverno formano degli ibernacoli per proteggersi dal freddo.
La fioritura avviene in primavera ed i fiori sono di colore viola.

## Distribuzione e habitat
Vive sui monti Giura della Francia nord-orientale, sui Pirenei in Spagna, in Irlanda e sulle Alpi svizzere.
Si accresce su suoli calcarei ed argillosi.